# سسک روپوش‌دار
سسک روپوش‌دار (نام علمی: Wilsonia citrina) نام یک گونه از راسته گنجشک‌سانان است.